# Mythoplastoides exiguus
Mythoplastoides exiguus là một loài nhện trong họ Linyphiidae.
Loài này thuộc chi Mythoplastoides. Mythoplastoides exiguus được Richard C. Banks miêu tả năm 1892.